# クリステル・ポポヴィッチ
クリステル・ポポヴィッチ（英語: Kristel Popovic、1986年9月26日 - ）は、スイス・ジュネーヴ出身、セルビア・モンテネグロのフィギュアスケート選手（女子シングル）。

## 主な戦績
| 大会/年                      | 2002-03 | 2003-04 |
| ---------------------------- | ------- | ------- |
| 欧州選手権                   |         | 棄権    |
| 世界ジュニア選手権           | 棄権    |         |
| セルビア・モンテネグロ選手権 | 2       | 2       |
| JGPクールシュベル            | 15      |         |
| JGPクールシュベル            | 18      |         |
| ゴールデンスピン             | 14 J    |         |
| ヨーロッパユースオリンピック | 24      |         |
| トリグラフトロフィー         | 22 J    |         |

- J - ジュニアクラス